# Avila
Avila (AFI: /ˈavila/; in spagnolo Ávila) è una città spagnola, capoluogo di provincia nella regione di Castiglia e León. A circa 100 km nord-ovest dalla capitale Madrid, sorge a 1.131 m sul livello del mare, in una zona rocciosa sulla sponda destra del fiume Adaja, affluente del Duero, e risulta essere il capoluogo di provincia più alto della Spagna. Il territorio del comune si estende per 231,9 km². Nel 1985 la città è stata inserita nella lista del patrimonio dell'umanità sotto il titolo di Città vecchia di Avila con le sue chiese fuori le mura.

## Storia
Sede vescovile, Avila è soprattutto nota come città natale di un'importante santa del cattolicesimo, Teresa d'Avila (altrimenti detta Santa Teresa di Gesù), vissuta nel XVI secolo e Dottore della Chiesa. Vi ha anche vissuto, per un certo periodo, san Giovanni della Croce (San Juan de la Cruz), questi però originario di Fontiveros, paese a circa 30 km nord da Avila, anch'egli Dottore della Chiesa, contemporaneo di Santa Teresa e, insieme a lei, co-fondatore dell'Ordine dei carmelitani scalzi nel 1568.

### Origini e toponimo
Sito di un primitivo insediamento fenicio nell'VIII secolo a.C., quindi immediatamente seguito da uno greco, il toponimo ha diverse teorie sulla sua origine. Una di queste, partirebbe da un antico termine fenicio-punico che indicherebbe alto monte, rilievo: pare che, secondo lo stesso eroe della mitologia greca Eracle (Ercole), ebbe un figlio chiamato Alcideo da una donna chiamata Abyla, nome che avrebbe altresì dato vita ad un altro toponimo, quello dell'avamposto di una delle due antiche "Colonne d'Ercole" (l'attuale Stretto di Gibilterra) e, più precisamente, quella sul lato africano. Un'altra ipotesi farebbe originare il toponimo dall'ebraico Hawilah, un luogo simile a quello già citato nella Bibbia col significato di terra al - o - di confine. Altre teorie lo fanno attribuire a un prediale germanico di nome Awilo. Riscontri storici più tardivi, ma più certi, danno il toponimo di Obyla già nel VI secolo a.C. da una popolazione celtica chiamati Vetoni.

### Epoca romana
Nel 237 a.C., il cartaginese Amilcare Barca si rifornì di soldati per il suo esercito, facendo una leva militare dei giovani di Avila. Tuttavia, dopo la sconfitta cartaginese della seconda guerra punica, ovvero a partire dal 200 a.C. circa, i Romani vi installarono qui un accampamento militare, costringendo altresì i pochi Vetoni rimasti ad abbandonare la città. Per circa cinque secoli di insediamento romano, data la sua posizione favorevole, la città non fu altro che un avamposto militare.

### Medioevo
Dopo la caduta dell'Impero Romano, la città subì l'invasione prima degli Alani e poi dei Visigoti, già cristianizzati attraverso i primi Concili di Toledo (V secolo), presenza testimoniata da documenti nei quali, fra l'altro, compare per la prima volta il nome di "Avila". Per un breve periodo, nel IV secolo la città fu il fulcro del "Priscillanesimo", un movimento cristologico dei primi secoli del Cristianesimo europeo, successivamente proibito poiché ritenuto al pari di una Setta.
La successiva occupazione degli Arabi, a partire dall'VIII secolo, portò una disgregazione della struttura agricola, in favore della pastorizia e una diminuzione della popolazione della città. Si ebbero poi diverse incursioni dei Cristiani contro i Musulmani, fino a quando Alfonso VI riconquistò la città nel 1088, e ne affidò il governo a suo genero Raimondo di Borgogna, con l'incarico di ripopolare la città, fortificarla e ampliarne le mura. Iniziò così un periodo di splendore economico e commerciale. Arrivarono mozarabi (ovvero spagnoli cristiani che vivevano sotto il dominio arabo), ebrei e moriscos, ovvero i Mori battezzati che si sottraevano alle persecuzioni subite nella Spagna meridionale. La popolazione ebraica contribuì all'espansione economica e commerciale della città e dell'intera regione di Castiglia. La città quindi, si ripopolò rapidamente, ottenendo altresì privilegi (alcune delle famiglie nobili ad esempio sedevano nelle Cortes con diritto di voto).
Con l'unificazione della Spagna ad opera dei re Ferdinando II e Isabella, e con la successiva cacciata degli ebrei sul finire del XV secolo, l'economia della città entrò nuovamente in crisi. Durante il regno di Carlos I, la città fu coinvolta nelle proteste delle comunità popolari contro i soprusi fiscali, che culminò nella cosiddetta Rivolta dei comuneros del 1520.

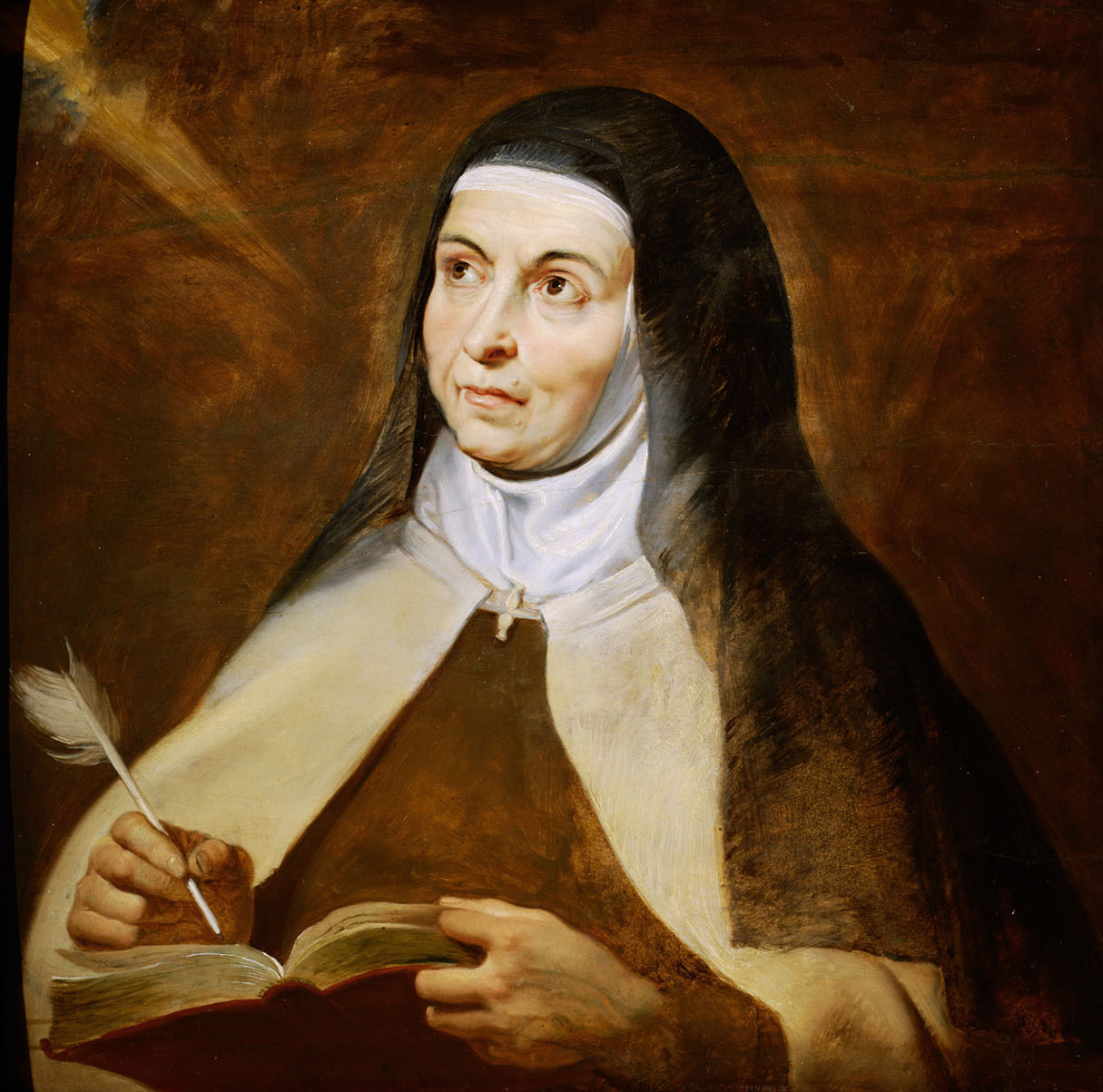
Teresa d'Avila (ritratto di Rubens)

### La fioritura religiosa
Grazie alla politica e alle conquiste militari del successore al trono, re Filippo II di Spagna (Avila dista a soli 50 km dall'Escorial, il pantheon reale), a partire dalla seconda metà del XVI secolo la città vide un periodo di straordinaria prosperità economica, culturale e, soprattutto, religiosa. Il nucleo urbano si ripopolò rapidamente di conventi, chiostri, chiese, che si aggiunsero a quelle di epoca medioevale, come la già esistente Basilica di San Vicente o, ancor più importante, la cattedrale centrale (dedicata al Cristo Salvatore), primo esempio in Spagna di passaggio dal romanico al gotico. Nel 1479 Elvira González de Medina fondò l'importante Convento dell'Incarnazione.
All'inizio del XVI secolo fu completamente rinnovato il medioevale monastero reale di Santa Ana, mentre si iniziò la costruzione di quello di Santo Tomàs. È proprio in questo periodo, pregno di fervore mistico-religioso, che nacquero e operarono santa Teresa d'Avila (che fondò qui il primitivo monastero dedicato a San Giuseppe che nel 1562 venne abitato dalle prime monache carmelitane scalze) e, a pochi chilometri dalla città, anche il suo contemporaneo, Giovanni della Croce, oltre che il celebre musicista Tomás Luis de Victoria. Nel luogo di nascita della santa fu successivamente eretto un convento e una chiesa dedicati a lei, dove è visitabile anche la sua stanza natale. Contemporaneamente, nella città vennero realizzate numerose opere civili (condutture per l'acqua, illuminazione e pavimentazione delle strade) e le famiglie nobili migliorarono e ampliarono le loro abitazioni secondo un sobrio stile rinascimentale. Agli inizi del XVII secolo inoltre, fu eretta anche l'Università cattolica, appena fuori le mura.

### Tempi moderni

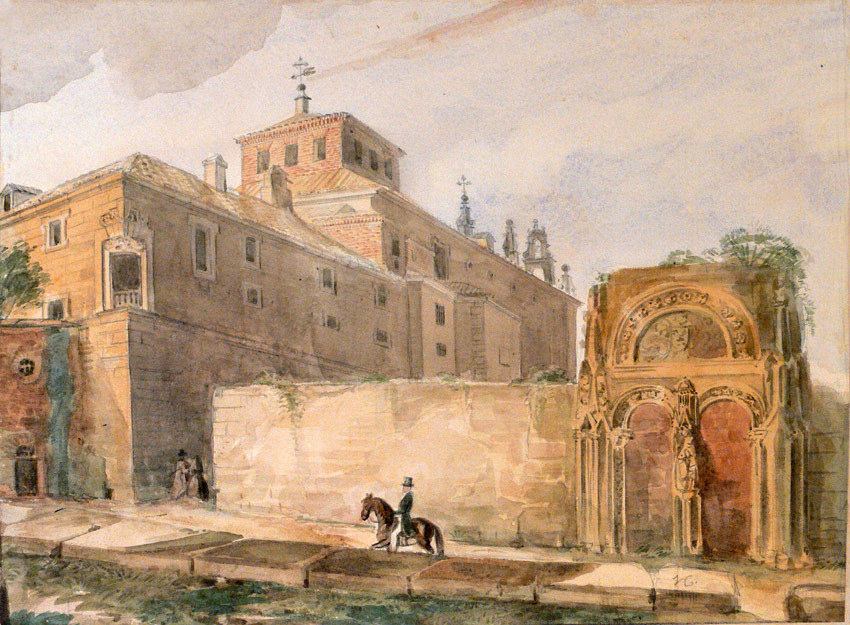
Avila nel XIX secolo

Nel corso del XVIII secolo cominciò una sorta di declino della città causato dalla progressiva perdita dell'Impero, dalle guerre intraprese dalla Spagna in Europa e dalla diminuzione della popolazione. Tuttavia, verso la seconda metà del XIX secolo la città ebbe un risveglio, di cui i segni più evidenti furono l'arrivo della ferrovia, un'incipiente industrializzazione e una specializzazione nei servizi. I monasteri e le chiese furono ristrutturati, mentre le tradizioni furono riprese con feste e ricorrenze particolari, come il settembrino Mercato medioevale delle tre culture, in ricordo della pacifica convivenza in città di arabi, ebrei e cristiani (uno simile si trova anche a León.
Nel 1985, il suo centro storico fu dichiarato dall'UNESCO Patrimonio dell'umanità con riferimento alla città vecchia entro le mura turrite, capolavoro dell'architettura militare, e alle numerose opere religiose intraprese da Santa Teresa, riformatrice dell'ordine delle Carmelitane.

## Monumenti e luoghi di interesse

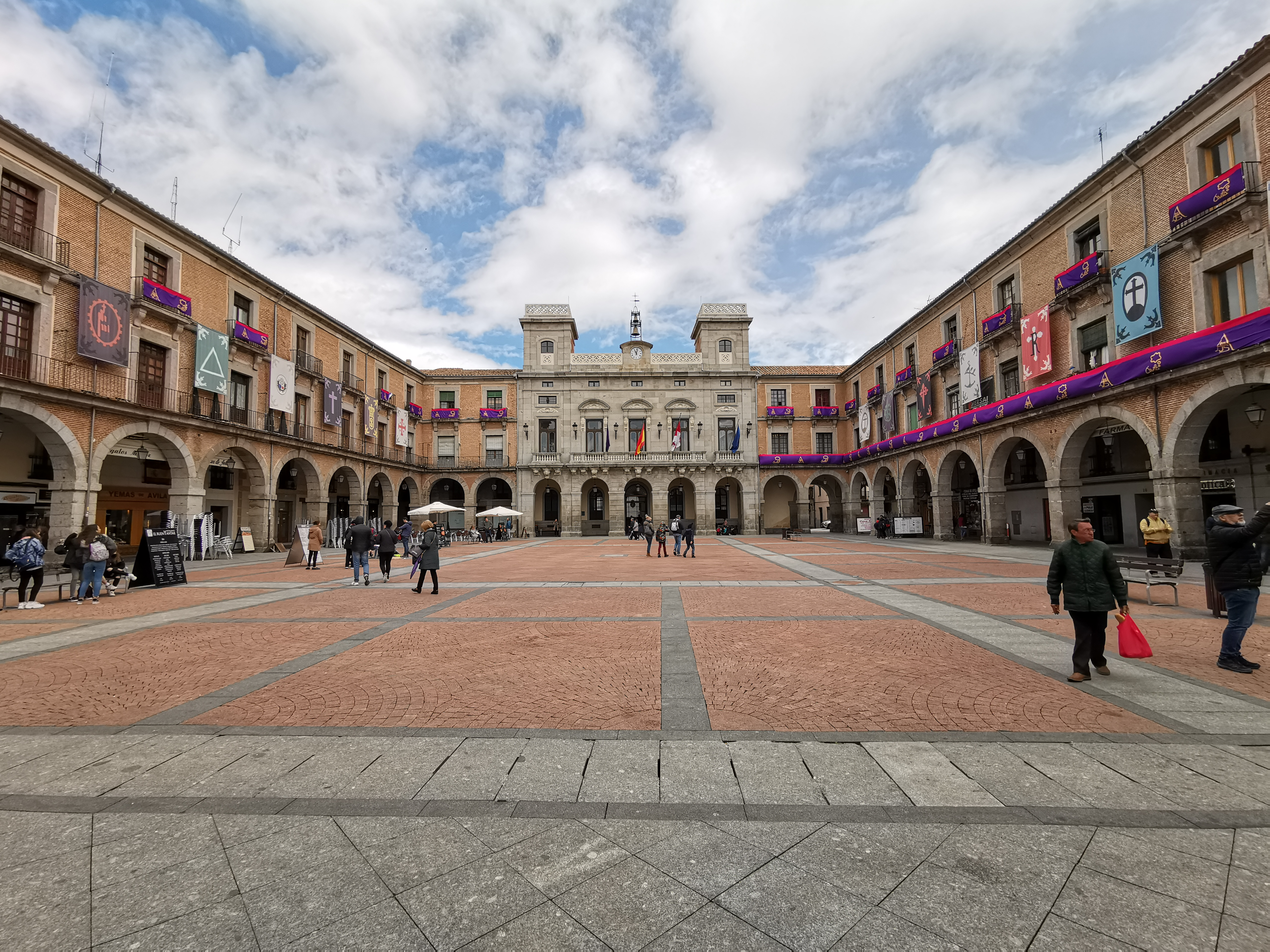
La Plaza del Mercado Chico, soprannominata Plaza Mayor

La costruzione più spettacolare della città sono le sue mura difensive, che circondano interamente tutto il centro storico, alternate da torri e torrioni; fortemente volute sul finire dell'XI secolo dal re Alfonso VI, quindi restaurate nel 1596 da Filippo II di Spagna, da esse si aprono ben nove porte di accesso, di cui la più importante rimane quella settentrionale dell'Alcázar.

Molto caratteristica rimane anche la centralissima Plaza del Mercado Chico, dove viene allestita una piccola area mercatale. Eretta già in epoca romana, fu dotata di lunghi porticati su tre lati intorno all'XI secolo e, per tal motivo, è conosciuta anche come Plaza Mayor poiché, anche se molto più piccola, ricorda quella di Madrid. Sulla piazza si affacciano anche la Casa consistorial (municipio) (lato nord) e la chiesa di San Giovanni Battista (lato sud).

Altri monumenti entro le mura sono:
- la Cattedrale dedicata al Cristo Salvatore, primo esempio di transizione tra romanico e gotico in Spagna, eretta inizialmente tra il XI-XII secolo ma effettivamente ultimata nel XIII- XIV secolo.
- Convento e chiesa di Santa Teresa d'Avila, in piazzetta omonima, entrambi eretti nel 1636 nel luogo della casa natale della Santa, su progetto del frate architetto Alonso de San José, con la facciata in stile barocco e interni decorati con sculture di Gregorio Fernández. È compreso anche un giardino interno e il Museo de recuerdos Teresianos, con alcune reliquie della Santa; prospiciente alla facciata, una statua in bronzo della Santa, seduta su una panchina, opera di Óscar Alvariño del 2015 per il cinquecentenario della nascita della mistica[3].
- Cappella del Mosén Rubi, costruita in stile gotico, fu utilizzata per il battesimo di santa Teresa. Fu tuttavia rimaneggiata con il manierismo dell'inizio del XVI secolo. Sebbene sia stata voluta dai nobili Herrera e Vázquez Dávila, essa fu invece dedicata a chi ne seguì i lavori, ovvero il nobile Mosén Rubi Bracamonte, Signore di Fuente del Sol.
- chiesa di Santo Tomé, costruita dai Gesuiti negli anni dal 1675 al 1687.

Edifici civili notevoli entro la cinta muraria rimangono altresì il Palacio de los Águilas e il Palacio de los Verdugo entrambi rinascimentali con portali scolpiti e rilievi in pietra, il Palacio Episcopal del secolo XVII, la Casa del conde de Oñade del secolo XV con un torrione merlato, la Casa de Superunda e la Casa de los Almarza entrambe del XVI secolo e il Palacio de los Velada con patio a tre piani di gallerie dove più volte risiedette l'imperatore Carlo V.
Le chiese fuori le mura rimangono:

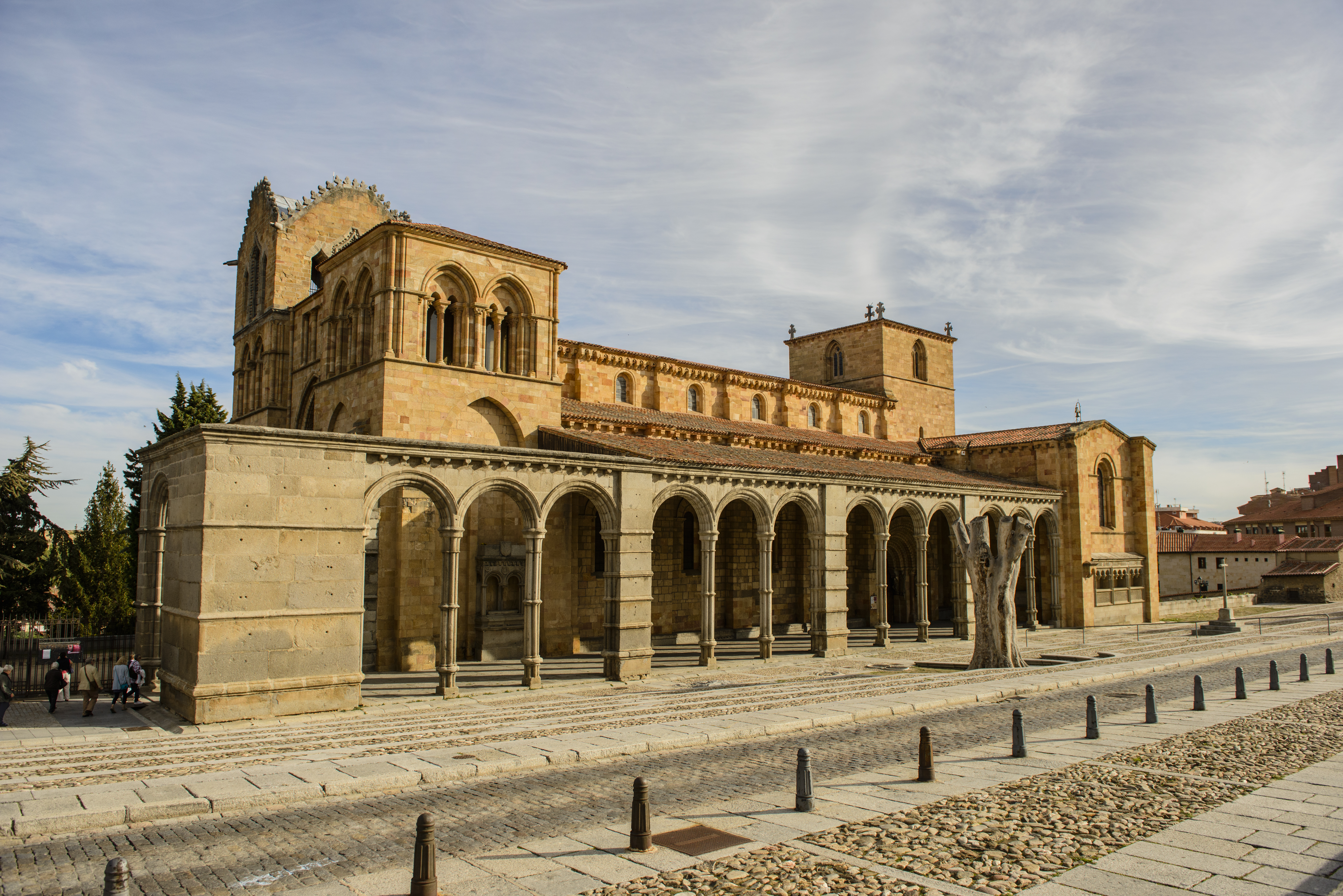
Basilica di San Vicente

- Chiesa di San Pietro, risalente al XII-XIII secolo, si affaccia sulla grande Plaza de Santa Teresa De Jesus, anche conosciuta come piazza del Mercato Grande, ed è una delle chiese della città meglio conservate. Si presenta in stile romanico, con pianta a croce latina a tre navate che terminano in tre absidi.
- Monastero reale di San Tommaso, con la chiesa tardo-gotica che conserva i sepolcri del celebre don Juan, figlio dei Re cattolici, e del Grande Inquisitore di Spagna Tomás de Torquemada. Fu costruito tra il 1482 e il 1493, in gran parte a spese dei Re cattolici, con i beni sottratti agli inquisiti di criptogiudaismo[4]
- Convento di Nuestra Señora de Gracia, grande complesso tardo-gotico che fu la scuola di Santa Teresa.
- Chiesa di Santiago, chiesa romanica con una torre a pianta poligonale
- Convento de San José, primo convento fondato da santa Teresa dopo la riforma del "Carmelo" nel 1562
- San Antonio, chiesa barocca del secolo XVIII

A 55 km si trova Arévalo, borgo medioevale murato, ove in gioventù visse la regina Isabella di Castiglia e nacque Giovanni della Croce, celebre mistico. Ha molte chiese e conventi e un antico castello.

## Cultura

### Istruzione

#### Università
Ad Avila è presente l'Università Cattolica dal 1996.

## Amministrazione

### Gemellaggi
- Villeneuve-sur-Lot[5]
- Rueil-Malmaison
- Teramo
- Rodi